# Бакчалія
Бакчалія (рум. Baccealia) — село в Молдові в Каушенському районі. Є адміністративним центром однойменної комуни, до якої також входить село Тріколіч.

## Населення

### Національність
Розподіл населення за національністю за даними перепису 2004 року:
| Національність   | Відсоток |
| ---------------- | -------- |
| молдовани/румуни | 97,78%   |
| українці         | 1,11%    |
| росіяни          | 0,7%     |
| інші             | 0,41%    |